# Saint-Remy-la-Calonne
Saint-Remy-la-Calonne é uma comuna francesa na região administrativa do Grande Leste, no departamento de Meuse. Estende-se por uma área de 8.04 km², e possui 103 habitantes, segundo o censo de 2018, com uma densidade de 13 hab/km².